# The Yolk's on You
The Yolk's on You est un cartoon, réalisé par Tony Benedict, Gerry Chiniquy, Arthur Davis et Dave Detiege et sorti en 1980, qui met en scène Daffy Duck, Grosminet, Charlie le coq et Miss Prissy.